# Agustín Fernando Muñoz y Sánchez
Agustín Fernando Muñoz y Sánchez (Tarancón, 4 de mayo de 1808 – El Havre, 13 de septiembre de 1873), I duque de Riánsares, grande de España, I marqués de San Agustín y I duque de Montmorot en Francia, fue un militar español, caballero de la Insigne Orden del Toisón de Oro y segundo esposo de la reina regente María Cristina de Borbón-Dos Sicilias.

## Familia
Bautizado en la Iglesia de Nuestra Señora de la Asunción, Tarancón, el 6 de mayo de 1808, era hijo de Juan Antonio Muñoz y Funes, I vizconde de Sabiñán y luego I conde de Retamoso, caballero de la Orden de Santiago, administrador del Real Cortijo de San Isidro en Aranjuez, y de su esposa Eusebia Sánchez y Ortega, nieto paterno de Francisco Javier Muñoz y Carrillo de Torres (hijo de José Muñoz y Navarro y de su esposa Manuela Carrillo de Torres y Frías) y de su esposa Eugenia Dorotea Funes y Martínez (hija de Manuel Funes y Burgo y de su esposa Manuela Martínez) y nieto materno de Gabriel Antonio Sánchez y Ordóñez (hijo de Gabriel Sánchez y Muñoz y de su esposa Yomar Ordóñez) y de su esposa María Francisca de Ortega y Campos (hija de Lorenzo de Ortega y Toledo y de su esposa María de Campos).
Los padres de Fernando Muñoz Sánchez eran estanqueros de Tarancón, posteriormente ennoblecidos por la reina. En diciembre de 1833, la reina María Cristina, poco después de dos meses de la muerte de Fernando VII, hizo un viaje a La Granja, "durante el cual se declaró a Fernando Muñoz, un guardia de corps de veinticinco años, hijo de unos estanqueros de Tarancón, y le propuso matrimonio".

## Matrimonio y descendencia
El primer matrimonio de Agustín Fernando Muñoz y Sánchez fue con Agustina Palafox y Cisneros, hija de Eugenio Eulalio Palafox Portocarrero, celebrado en 1827 en la iglesia de Santa María la Blanca, en Sevilla, ciudad natal de Agustina. Tras la boda, la pareja se trasladó a Madrid, donde él ejerció su oficio de guardia de corps. Juntos tuvieron un hijo, Eugenio Muñoz y Palafox, en 1828, tras varios abortos espontáneos. Agustina falleció en 1829, poco después de dar a luz a un segundo hijo que también murió. El matrimonio, que fue un acuerdo entre ambas familias, estuvo marcado por la conciencia de Agustina sobre las infidelidades de su esposo, a pesar de ello, la unión perduró hasta su prematura muerte.
Comenzó su carrera como guardia de corps. La entonces reina gobernadora, María Cristina de Borbón, madre de la reina Isabel II y viuda ya de Fernando VII, le declara su amor el 18 de diciembre de 1833 en la real quinta de Quitapesares, cerca del Real Sitio de La Granja de San Ildefonso. Contrajeron en secreto matrimonio morganático en el palacio real de Madrid el 28 de diciembre de 1833, cuando ella contaba con 27 años, y tuvieron cinco hijos y tres hijas:
- María de los Desamparados Muñoz y Borbón, I condesa de Vista Alegre (1834 - 1864)
- María de los Milagros Muñoz y Borbón, I marquesa de Castillejo (1835 - 1903)
- Agustín María Raimundo Fernando Longinos Muñoz y Borbón, I duque de Tarancón grande de España, I vizconde de Rostrollano y pretendiente a rey de Ecuador (1837 - 1855)
- Fernando María Muñoz y Borbón, II duque de Riánsares grande de España, II duque de Tarancón grande de España, II marqués de San Agustín, I conde de Casa Muñoz, II vizconde de Rostrollano, I vizconde de la Alborada y II duque de Montmorot en Francia[1]
- María Cristina Muñoz y Borbón, I marquesa de la Isabela, I vizcondesa de la Dehesilla (1840 - 1921)
- Juan María Muñoz y Borbón, I conde del Recuerdo, I vizconde de Villarrubio (1844 - 1863).[16]
- Antonio de Padua Muñoz y Borbón (1842 - 1847)
- José María Muñoz y Borbón, I conde de Gracia, I vizconde de la Arboleda (1846 - 1863)

## Títulos nobiliarios

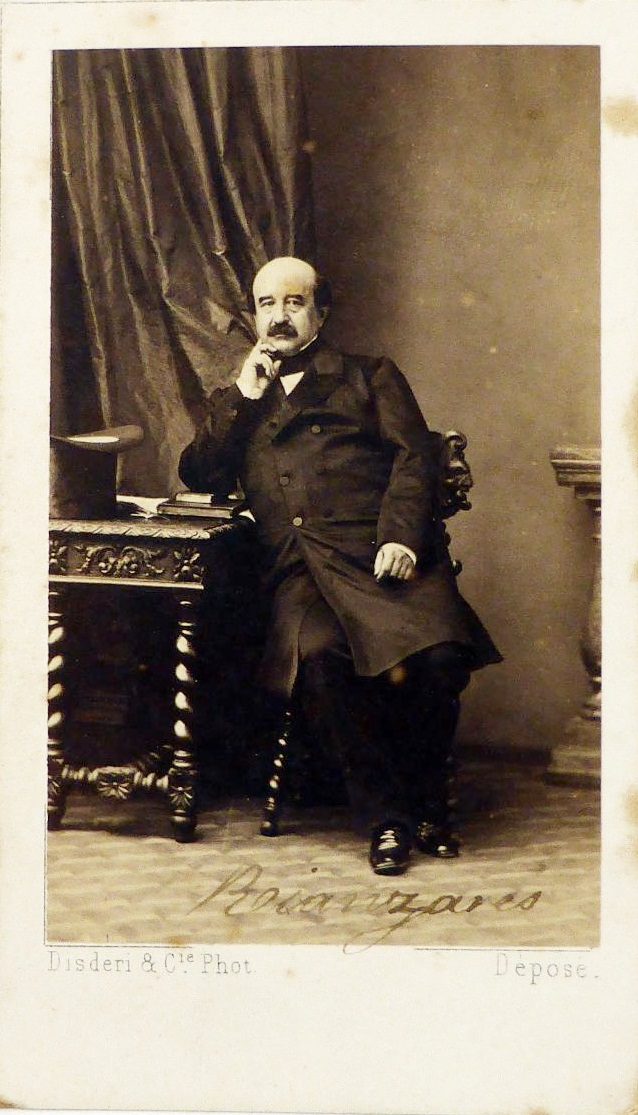
Fernando Muñoz, duque de Riánsares.

Militar de bajo rango, sargento, pertenecía al servicio de Palacio. Debido al secreto de la primera boda, la celebraron oficialmente con expreso consentimiento de la reina Isabel II el 12 de octubre de 1844. En junio de 1844 fue nombrado grande de España y se constituyó el Ducado de Riánsares para otorgarle el título. Al día siguiente de la boda oficial fue nombrado teniente general y senador vitalicio. Su hijastra la reina Isabel II le concedió el grado de caballero de la Insigne Orden del Toisón de Oro. Adquirió más tarde el título de I marqués de San Agustín y, ya en el exilio en Francia junto a María Cristina, Luis Felipe I de Francia lo nombró I duque de Montmorot Par de Francia y le concedió la gran cruz de la Orden Nacional de la Legión de Honor.

## Hombre de negocios
Fue el promotor de los múltiples negocios junto con María Cristina por casi cuatro décadas, incluyendo la trata clandestina de esclavos africanos, la producción del azúcar y la construcción del ferrocarril en la Península.
El matrimonio entre Fernando Muñoz y Cristina de Borbón operó en Madrid, París, Londres y La Habana desde 1835 hasta 1873, año del deceso del esposo. El 14 de septiembre de 1844 constituye en París la firma "Agustín Sánchez y Cía.", junto a Antonio Juan Parejo, quien representaba los intereses económicos de la Regente. Aunque también se dedicaron a promover el ferrocarril en el Principado de Asturias (1854) y la actual Comunidad Valenciana, el comercio de esclavos africanos fue la principal fuente de beneficios, con los que se alzó con una gran fortuna. Estas prácticas esclavistas se desarrollaron de forma clandestina por más de tres décadas, ya que la trata estaba abolida en la península desde 1837. Además, el matrimonio Muñoz-Borbón tomó participación en varios ingenios azucareros de Cuba, por entonces provincia española de ultramar, invirtiendo en el negocio de la extracción del azúcar de mano de obra esclava. También hicieron negocio con el político y traficante de esclavos Julián Zulueta.
La familia mantuvo distintas residencias en el país como fuera de él: la Real Posesión de Vista Alegre en Carabanchel, el Palacio de Remisa en el Paseo de Recoletos justo a la izquierda del actual Palacio del marqués de Salamanca, el Palacio de Remisa en Carabanchel, la Casa-Palacio de Retamoso en Tarancón, el Palacio del duque de Riánsares igualmente en Tarancón, el Palacio-Ermita de Riánsares a las afueras de Tarancón, el Real-Deleite de Aranjuez, el Palacio de las Rejas o Palacio de la Reina Madre, enfrente del Senado, la Casa-Palacio de la calle de Carretas, cedido a su hermana Alejandra y donde hoy se encuentra un bingo, el Palacio de Belinchón cerca de Tarancón, El Plantío de Remisa en el término de Majadahonda, el Palazzo Albinoni de Roma hoy Palazzo dei Drago, el Palacio de Villarrubio, que luego compraría y acabaría la infanta María de la Paz de Borbón en Cuenca, la Finca de Santa María de la O en Villarejo de Fuentes, el Château de la Malmaison en París (lo que había sido de Napoleón Bonaparte y de Josefina de Beauharnais), la residencia de Vaud en Suiza o la bombardeada en la Segunda Guerra Mundial Villa Mon Désir en Le Havre junto con el Casino además de alquilar el Château des Aygues en Normandía a la viuda de Józef Maksymilian Lubomirski. Las extensiones de fincas, molinos y grandes explotaciones agropecuarias se radicaban sobre todo en la provincia de Cuenca, en Asturias y en Madrid.
Muñoz carecía de ambición política, llegando incluso a rechazar la corona de Ecuador, que las autoridades de dicho país pretendían instaurar. Junto con sus hermanos el II conde del Retamoso y el I marqués de Remisa –suegro de su hermano Jesús– logró hacer negocios con la familia Rothschild, la familia de banqueros Laffitte y el I marqués de Salamanca.

## Mecenazgo
El duque de Riánsares asumió con naturalidad su papel de mecenas y pagó a Fortuny una pensión vitalicia, además de ello las colecciones de arte del duque de Riánsares y de sus hermanos el conde del Retamoso y el marqués de Remisa están definidas por Pascual Madoz y en ellas se ven representados numerosos pintores clásicos como Velázquez, Murillo, Zurbarán, Tiépolo, Lucas Jordán, Tintoretto o Goya.
Son varias las edificaciones que han llegado hasta hoy día mandadas construir por el duque de Riánsares y su esposa así como por diversos miembros de su familia que constituyen un legado muy representativo de la arquitectura civil decimonónica romántica. Fue anfitrión de Alexandre Dumas, en 1846, como narra el escritor francés en De París a Cádiz.

## Exilio
Tuvo que exiliarse con su mujer, la reina madre. Murió cinco años antes que María Cristina en su casa del exilio en Le Havre. Está enterrado en el Santuario de Nuestra Señora de Riánsares, en Tarancón junto con sus sobrinos fallecidos infantes, los Muñoz Remisa.